# إكيس
إكيس أو زاوية إكيس هو أحد قصور بلدية تامست الواقعة ضمن دائرة فنوغيل بولاية أدرار الجزائرية، ويقدر عدد سكانه بأقل من 800 نسمة.

## أصل التسمية
إكيس: هي في اللهجة الزناتية بمعنى نزع أو قلع.

## الموقع
يحد قصر إكيس من الشمال قصر لحمر، من الغرب الحمادة، من الجنوب قصر تماسخت ومن الجنوب الشرقي واحات تيطاف، غرميانو.

## الفلاحة
يعمل أغلب سكان قصر إكيس في الفلاحة التي يغلب عليها غرس النخيل ويستعمل السكان تقنية الفقارة لتوفير المياه للسقي، نجد بإكيس إحدى عشرة فقارة هي:

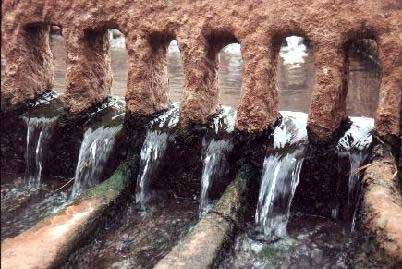
قصري لتقسيم ماء الفقارة

| إسم الفقارة | عدد الآبار |
| ----------- | ---------- |
| مشرع        | 300        |
| نعيمة       | 220        |
| أعبو        | ؟          |
| شعب         | ؟          |
| المشرع      | ؟          |
| المرفق      | ؟          |
| المراح      | ؟          |
| فقيقيرة     | ؟          |
| تادمايت     | ؟          |
| تيدماين     | ؟          |
| زاوية       | ؟          |

## الأعلام
1. سيدي أحمد بوتدارة بن العباسي: هو أحد أعلام قصر إكيس وأوليائه، وتقام له زيارة سنوية.[1]